# Bọ hà hại khoai lang

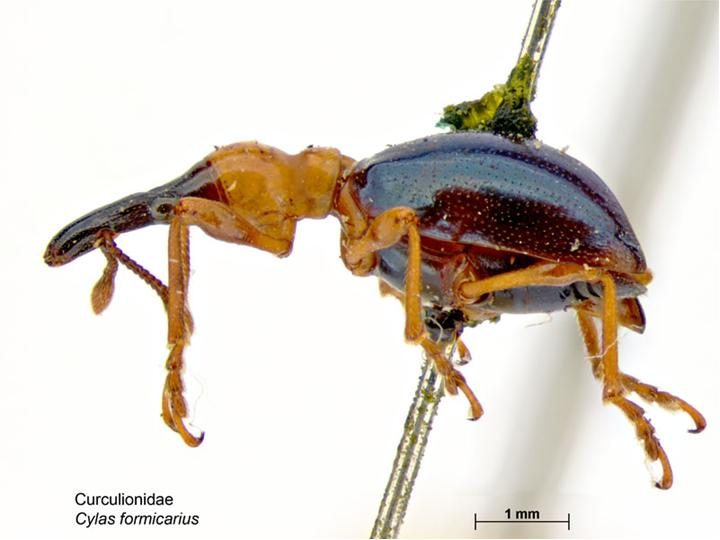
Sùng hại khoai lang

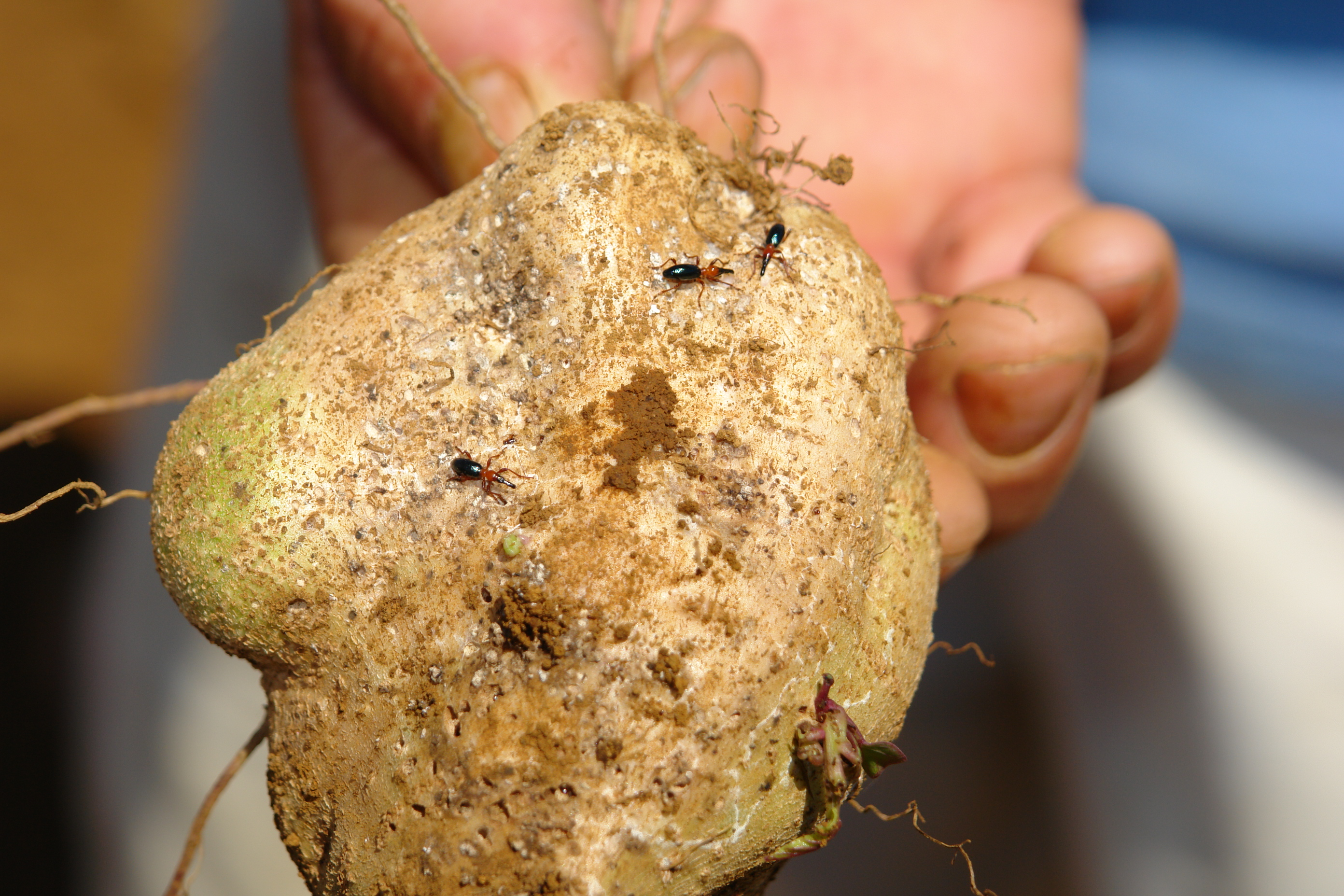
Sùng hại khoai lang trên một củ khoai tây

Bọ hà hại khoai lang (Danh pháp khoa học: Cylas formicarius) hay còn gọi là sâu hà hại khoai lang hay sùng hại khoai lang là một loài bọ trong Họ vòi voi Curculionidae thuộc Bộ cánh cứng. Chúng là loài côn trùng chuyên sống ký sinh ở các loài khoai lang hay khoai tây và gây ra thiệt hại cho mùa màng trong sản xuất khoai lang đặc biệt là ở những vùng khô hạn hoặc chuyển tiếp giữa mùa mưa và mùa khô. Nhiều nông dân gọi là con sùng đinh bởi vì củ khoai lang thiệt hại giống như khi họ đội rổ khoai lang té trong thùng đinh gây nên.

## Đặc trưng
Sâu hại quan trọng nhất ở vùng trồng khoai khô hạn như các tỉnh trung du miền núi phía Bắc, Tây Nguyên, Đông Nam Bộ. Vụ Xuân bị nhiễm nhiều hơn vụ Đông vì nhiệt độ cao hơn. Đất thịt, thịt nhẹ nhiễm nhiều hơn đất cát. Chúng có phần bụng màu xanh đen và ngực màu nâu đỏ. Bọ đẻ trứng trong những lỗ hổng trên củ hay trên dây do con cái dùng miệng cạp vào. Trứng đẻ từng quả một, được trét kín bằng phân do con cái thải ra nên khó thấy, thông thường trứng ở trên dây, gần nơi tiếp giáp giữa dây và củ, đôi khi con cái bò xuống đất qua những kẽ nứt, tìm đến củ để đẻ trứng.
Ấu trùng còn gọi là sùng sau khi nở, sùng đục, chui vào dây hay củ. Những con nở trên dây có xu hướng chui xuống đất tìm đến củ để đục vào. Sùng không chân, 3 tuổi. Trong củ, sùng đục đường hầm ngoằn ngoèo và thải phân. Ấu trùng hóa nhộng trong củ hay thân. Nhộng giống thành trùng. Thành trùng giống kiến lửa, đầu đen, râu, ngực và chân màu cam hay đỏ nâu, phần bụng có màu xanh ánh kim. Thành trùng thường gậm mặt dưới lá, giả chết nếu bị động, bay thấp từng đoạn ngắn, hoạt động mạnh về đêm. Thiên địch của chúng là ong ký sinh như Bracon mellitor, Bracon punctatus, kiến lửa, nấm ký sinh Beauveria bassiana, vi khuẩn Bacillus thuringiensis.
Bọ hà là dịch hại quan trọng nhất trên cây khoai lang. Thành trùng và ấu trùng đều có thể gây hại trên dây và củ, tuy nhiên ấu trùng gây hại phổ biến hơn. Dây khoai bị hại có màu đen, dị dạng, phình to hay nứt, thậm chí chết dây, nếu trên củ, ấu trùng đục đường hầm khiến củ thủng lỗ chỗ, màu đen, vết thương do ấu trùng trên củ còn tạo điều kiện cho các nấm ký sinh gây hại. Củ bị hại tiết ra hóa chất (Terpenes) làm củ có vị đắng, thối.